# سیارک ۱۸۷۷۴
سیارک ۱۸۷۷۴ (به انگلیسی: 18774 Lavanture، نامگذاری:1999JT38) هجده هزار و هفتصد و هفتاد و چهارمین سیارک کشف شده‌است که در ۱۰ مه ۱۹۹۹ کشف شد.
قدر مطلق سیارک برابر ۱۵.۵ است.